# Misa în do minor, K. 427
Misa în do minor, K. 427/417a (în germană Große Messe in c-Moll), Catalogul Köchel KV 427/417a) este numele comun al misei scrise de Wolfgang Amadeus Mozart, fiind considerată una din cele mai importante lucrări ale sale. A compus-o în Viena, în 1782-1783, după căsătoria sa, după ce s-a mutat de la Salzburg la Viena. Această lucrare de mari proporții, o misă solemnis, este scrisă pentru două soprane solo, un tenor și un bas, cor dublu și orchestră mare. Lucrarea a rămas neterminată, lipsind mari secțiuni din Credo și întregul Agnus Dei.

## Compoziția și prima audiție
Lucrarea a fost compusă în 1782-1783. Într-o scrisoare adresată tatălui său, Leopold, din 4 ianuarie 1783, Mozart vorbește de un jurământ pe care l-a făcut, de a scrie o misă când o va aduce la Salzburg pe Constanze, drept soția lui, pentru a-i întâlni familia pentru prima dată după opoziția anterioară a tatălui său. Mai apoi, Constanze a cântat „Et incarnatus est” la premiera misei.
Prima interpretare a avut loc la Salzburg, duminică, 26 octombrie 1783 (în a douăzecea duminică după Rusalii). Mozart se mutase Viena în 1781, dar se afla într-o vizită în orașul său natal, în compania Constanzei, care nu-i întâlnise până în acel moment pe tatăl sau pe sora acestuia (Nannerl).
Interpretarea a constat în părțile Kyrie, Gloria și Sanctus și a avut loc în biserica Mănăstirii Sfântul Petru, în timpul unei slujbe romano-catolice. Interpreții au fost membrii „Hofmusik”, adică muzicienii angajați la curtea din Salzburg a principelui-arhiepiscop Hieronymus von Colloredo, și prin urmare foștii colegi ai lui Mozart. A avut loc și o repetiție în apropiere, la Kapellhaus, pe data de 23 octombrie 1783.

## Stadiul incomplet
Lucrarea este incompletă, din ea lipsind tot fragmentul din Credo, de după aria „Et incarnatus est” (orchestrația este de asemenea incompletă) și toată partea Agnus Dei. Sanctus este parțial și necesită reconstrucție editorială. Există o mulțime de speculații cu privire la motivul pentru care Misa a fost lăsată neterminată. Având în vedere necesitatea inerentă a unui text complet pentru uz liturgic, este probabil ca Mozart să fi îmbinat părți din misele sale anterioare pentru premieră, deși Richard Maunder a afirmat că părțile existente (incluzând un pasaj pentru orgă) conțin numai fragmentele muzicale complete. În scopul interpretării moderne, edițiile și completările disponibile sunt cele de H. C. Robbins Landon (Eulenburg), Helmut Eder (Bärenreiter), Richard Maunder (Oxford University Press), Philip Wilby (Novello), Robert Levin (Carus-Verlag) și Benjamin-Gunnar Cohrs (Musikproduktion Höflich). Robert Xavier Rodriguez a completat, de asemenea, partea Agnus Dei. Edițiile scrise de Robbins Landon, Eder și Maunder urmăresc pur și simplu să completeze orchestrațiile și părțile corale lipsă din Credo și Sanctus, în timp ce edițiile scrise de Wilby, Levin și Cohrs vizează completarea lucrării compunând o nouă linie melodică pentru Credo și Agnus Dei prin folosirea parodiei sau elaborarea schițelor muzicale ale lui Mozart. 
Mozart refolosește mai târziu, aproape neschimbată, muzica din Kyrie și Gloria, cu excepția textului, în cantata Davide penitente, K 469.

## Structura
I. Kyrie (Andante moderato: cor și soprană)
II. Gloria
-Gloria in excelsis Deo (Allegro vivace: cor)
-Laudamus te (Allegro aperto: soprană II)
-Gratias agimus tibi (Adagio: cor)
-Domine Deus (Allegro moderato: soprană I și II)
-Qui tollis (Largo: cor dublu)
-Quoniam tu solus (Allegro: soprană I și II, tenor)
-Jesu Christe (Adagio: cor) – Cum Sancto Spiritu (cor)
III. Credo
-Credo in unum Deum (Allegro maestoso: cor)
-Et incarnatus est (Andante: soprană I)
IV. Sanctus (Largo: cor dublu)
V. Benedictus qui venit (Allegro comodo: cvartet și cor dublu)

## Influența
Lucrarea întruchipează strălucirea și solemnitatea asociate cu tradițiile Salzburgului din acea vreme, dar totodată anticipează misele simfonice ale lui Joseph Haydn în distribuția ei solo-corală. Missa prezintă influențe din Johann Sebastian Bach și Georg Friedrich Händel, muzică studiată de Mozart în vremea aceea.
În iulie 2015, Papa Francisc declara reporterilor că partea „Et incarnatus est” din lucrare „este inegalabilă; te ridică la Dumnezeu!”
În 20 august 2016, versiunea reconstruită de Helmut Eder a fost interpretată la Royal Albert Hall, pentru prima dată ca parte a seriei „The Proms”, de Orchestra Scoțiană Simfonică BBC și Corul Simfonic BBC sub bagheta lui Ilan Volkov, soliștii fiind Louise Alder, Carolyn Sampson, Benjamin Hulett și Matthew Rose.